# Jan Zikmund Zápolský
Jan II. Zikmund Zápolský (7. července 1540, Buda, Uhersko – 14. března 1571, Alba Iulia, Sedmihradsko) byl uherský král v letech 1540–1570 a sedmihradský kníže. Jeho otec byl Jan Zápolský a matka Isabela Jagellonská. Otec zemřel dva týdny po jeho narození, takže králem se stal již jako novorozenec, ve skutečnosti však vládla do jeho dospělosti jeho matka s podporou tureckého sultána Sulejmana I. Po převzetí vlády vydal v roce 1568 Tordský edikt, první dekret o široké náboženské svobodě v novodobé historii Evropy a podpořil zřízení unitářské církve v Sedmihradsku. Podporoval otevřený dialog mezi všemi náboženskými názory, vyznával veřejnou debatu mezi katolíky, luterány a unitářstvím, včetně židů a muslimů.

## Dětství

### Nástup na trůn

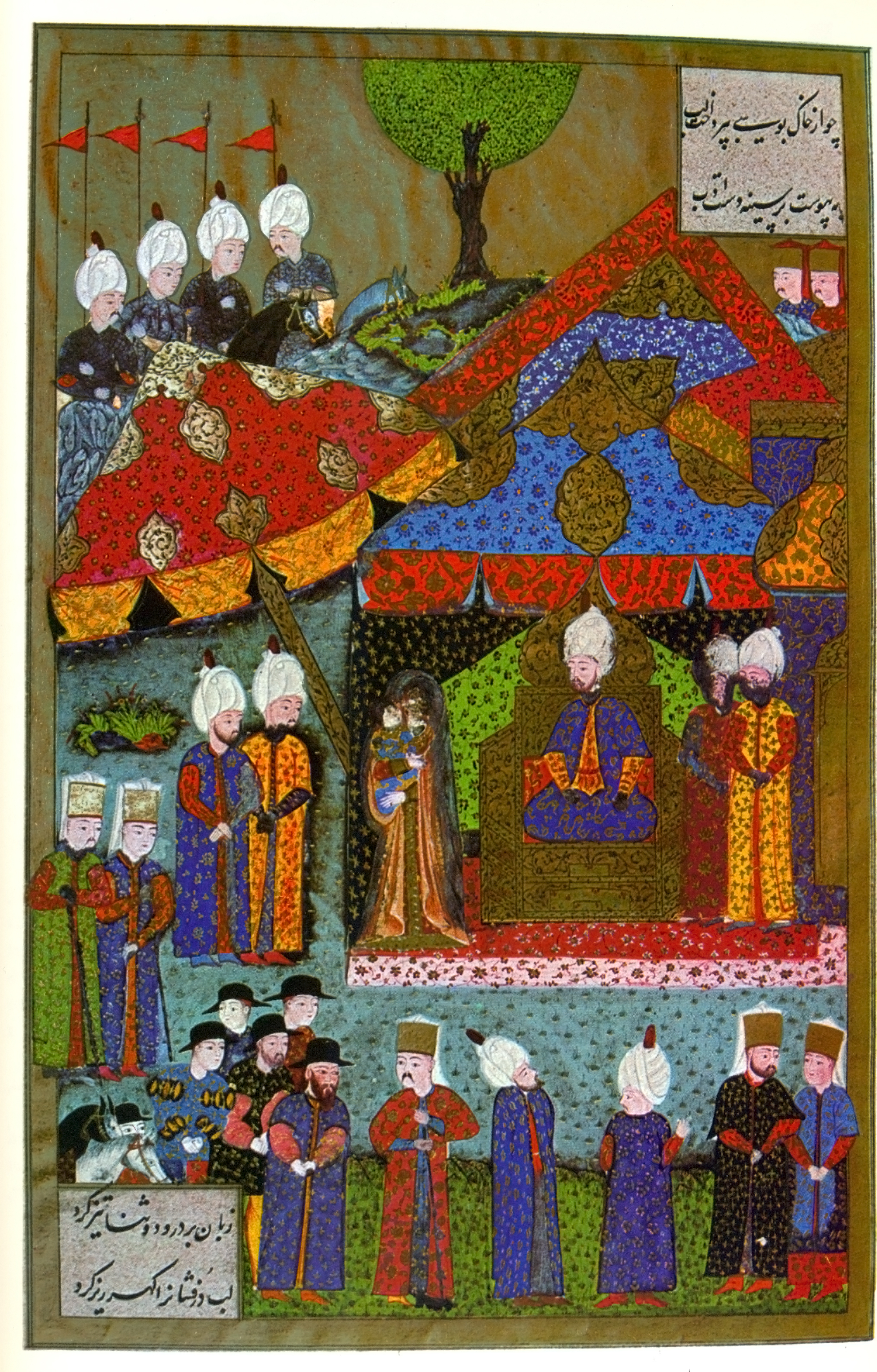
Osmanský sultán Sulejman Nádherný přijímá královnu Isabelu a Jana Zikmunda v Budíně 29. srpna 1541

Krátce po smrti Jana Zápolského spěchal jeho pokladník, Jiří Martinuzzi, do Budína, aby zajistil dědictví Jana Zikmunda. Na Martinuzziho návrh zvolil uherský sněm Jana Zikmunda králem 13. září 1540, ale nebyl korunován uherskou korunou. Sněm prohlásil královnu Isabelu a Jiřího Martinuzziho spolu s dvěma mocnými pány, Péterem Petrovicsem a Bálintem Törökem, za poručníky nezletilého panovníka.
V srpnu vyslanci Ferdinanda požádali o předání země zesnulého Jana Zápolského Ferdinandovi v souladu s Váradskou smlouvou. Peter Perényi, který byl velitelem vojsk Zápolského v Horních Uhrách, a Franjo Frankopan, arcibiskup kaločský, brzy přešli na stranu Ferdinanda. Bohatý Štěpán Majláth vyhnal většinu podporovatelů Jana Zikmunda ze Sedmihradska v pokusu získat provincii pro sebe. Ferdinandův vyslanec, Hieronymus Łaski, informoval Sulejmana o Váradské smlouvě a požádal ho o souhlas se sjednocením Uherska pod Ferdinandovou vládou. Sultán však prohlásil, že podporuje Jana Zikmunda, a nechal Łaskiho zatknout.
Ferdinandova armáda v říjnu obsadila Visegrád, Vác, Pešť, Tatu a Székesfehérvár, ale nemohla dobýt Budín. Jeho vojenský velitel Wilhelm von Roggendorf opět obléhal Budín 4. května 1541. Sulejman opustil Istanbul v čele velké armády v červnu, aby využil nové občanské války v Uhrách. Na jeho příkaz Petru Rareș, kníže moldavský, zajal Štěpána Majlátha a koncem července donutil sedmihradský sněm přísahat věrnost Janu Zikmundovi. Roggendorf zrušil obléhání Budína, než Sulejman 26. srpna dorazil do města.
Sulejman prohlásil, že přišel chránit zájmy Jana Zikmunda, ale také oznámil, že chce dítě vidět, protože slyšel zvěsti o tom, že Isabela ve skutečnosti porodila dceru. Šest uherských pánů (včetně Jiřího Martinuzziho a Bálinta Töröka) doprovodilo Jana Zikmunda 29. srpna do sultánova tábora. Během setkání vpadli do Budína janičáři, kteří tvrdili, že se chtějí podívat na město. Byl to ale trik, který jim umožnil bez odporu obsadit hlavní město Uher. Bálint Török byl zajat v sultánově táboře. Sulejman prohlásil, že Jan Zikmund si může ponechat území na východ od řeky Tisy výměnou za roční tribut 10 000 zlatých.

### První vláda

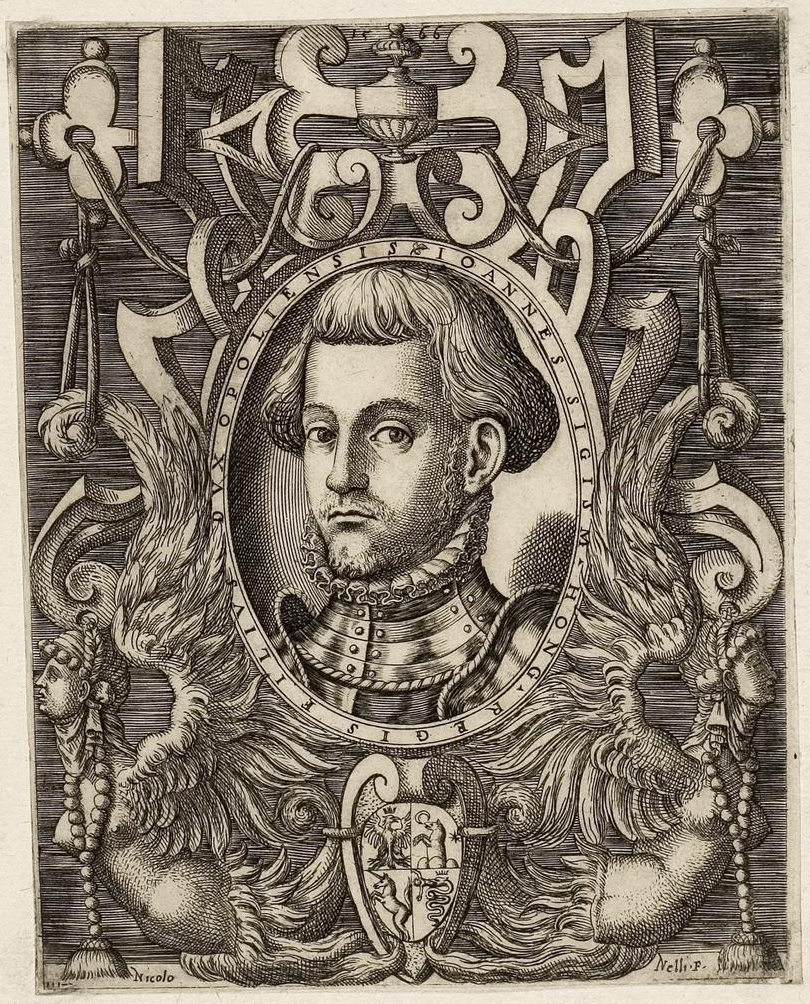
Jak Zikmund (Klebebände, 1566)

Isabela a Martinuzzi opustili Budín 5. září 1541 a vzali s sebou Jana Zikmunda a uherskou korunu. Ona a její syn se usadili v Lipové, což bylo centrum staré domény rodiny Zápolských. Delegáti žup království Jana Zikmunda se sešli v Debrecínu 18. října. Složili mu přísahu věrnosti a uznali suverenitu sultána. Martinuzzi podepsal smlouvu s Ferdinandovým zástupcem, Casparem Serédym, v Gyalu (dnešní Gilău v Rumunsku) 29. prosince. Podle Gyaluské smlouvy mělo být Uhersko znovu sjednoceno pod vládou Ferdinanda, ale bylo potvrzeno právo Jana Zikmunda na Zápolského majetky v Horních Uhrách.
Dne 29. března 1542 „Tři národy Sedmihradska“ vyzvali Isabelu, aby se přestěhovala z Lipové (která byla blízko Osmanské říše) do Sedmihradska. Po smrti Jana Statilea, biskupa sedmihradského, v dubnu, dal sněm majetky biskupství královské rodině. Isabela a Jan Zikmund se přestěhovali do Gyulafehérváru v červnu a usadili se v biskupském zámku.
Sedmihradský sněm potvrdil Gyaluskou smlouvu v srpnu. Zástupci šlechticů z Partia (župy mezi Tisou a Sedmihradskem) rovněž souhlasili s válkou proti Osmanské říši v listopadu. Nicméně armáda Habsburků nedokázala znovu dobýt Pešť nebo porazit Osmany. Caspar Serédy přišel do Gyalu, aby převzal království Jana Zikmunda jménem Ferdinanda, ale Isabela to 17. prosince odmítla. O tři dny později sněm prohlásil Gyaluskou smlouvu za neplatnou, proti námitkám delegátů sedmihradských Sasů.

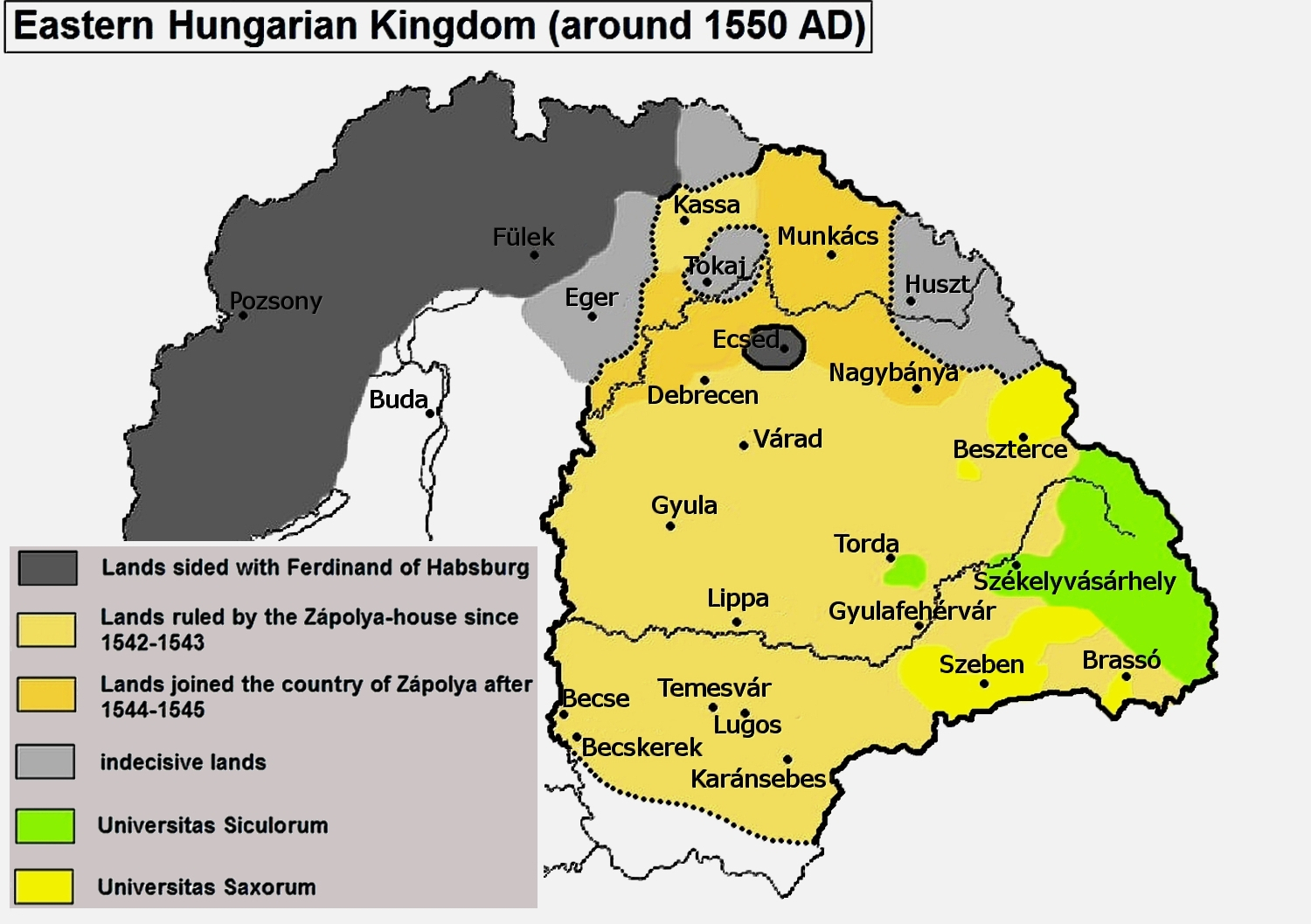
Království Jana Zikmnuda kolem roku 1550

Vztah mezi Isabelou a Martinuzzim byl napjatý. Martinuzzi i nadále ovládal státní administrativu a finance, i když sněm v únoru 1543 potvrdil nadřazenou pozici Isabely. První tribut z království Jana Zikmunda byl odeslán Osmanskému sultánovi v červnu. Ve stejném měsíci se luteránští duchovní z Kronštadtu (dnešní Brašov v Rumunsku) zúčastnili debaty s katolickými kněžími za přítomnosti královny a Martinuzziho v Gyulafehérváru. Sasům bylo dovoleno odejít, i když je Martinuzzi, který byl biskupem varadínským, chtěl postavit před soud za kacířství. V dubnu 1544 předepsal tordský sněm, že cestovatelé by měli respektovat náboženské zvyky osad, které navštíví, což ukázalo, že myšlenky reformace se rozšířily po celém území.
První sedmihradský sněm, na kterém byli přítomni delegáti z Partia, se konal v srpnu 1544. Na sněmu byl Martinuzzi jmenován hlavním soudcem. Pět žup, které dříve přijaly Ferdinandovu vládu – Berež, Szabolcs, Szatmár, Už a Zemplín – složilo přísahu věrnosti Janu Zikmundovi před koncem roku 1555.
Osmané si na začátku roku 1546 činili nárok na dvě pevnosti, Becse a Becskerek (dnešní Novi Bečej a Zrenjanin v Srbsku). Sultán odmítl zahrnout království Jana Zikmunda do mírové smlouvy, kterou uzavřel s Ferdinandovým bratrem, císařem Karlem V., v roce 1547. Obojí naznačovalo, že Sulejman hodlá zabrat část království Jana Zikmunda, což přimělo Isabelu a Martinuzziho, aby v roce 1548 znovu otevřeli jednání s Ferdinandem o sjednocení Uherska. Martinuzzi a Ferdinandův vyslanec, Nicolaus ze Salmu, podepsali smlouvu v Nyírbátoru 8. září 1549. Podle jejich dohody měla Isabela a Jan Zikmund abdikovat výměnou za slezské Opolské a Ratibořské knížectví a 100 000 zlatých jako kompenzaci. Isabela se však odmítla řídit podle dohody a zůstala v Gyulafehérváru. Martinuzzi oblehl město a v říjnu 1550 ji přinutil se vzdát.
Isabela a její podporovatelé Péter Petrovics a Ferenc Patócsy se pokusili zmařit dodržení Nyírbátorské smlouvy v květnu 1551, ale Martinuzzi je porazil. Pod nátlakem Isabela abdikovala ve prospěch Ferdinanda jménem Jana Zikmunda výměnou za dvě slezská knížectví a 140 000 zlatých 19. července. O dva dny později odevzdala uherskou korunu Ferdinandovu zástupci Giovanni Battistovi Castaldovi. Sněm uznal jejich abdikaci a složil přísahu věrnosti Ferdinandovi 26. července.

### V exilu

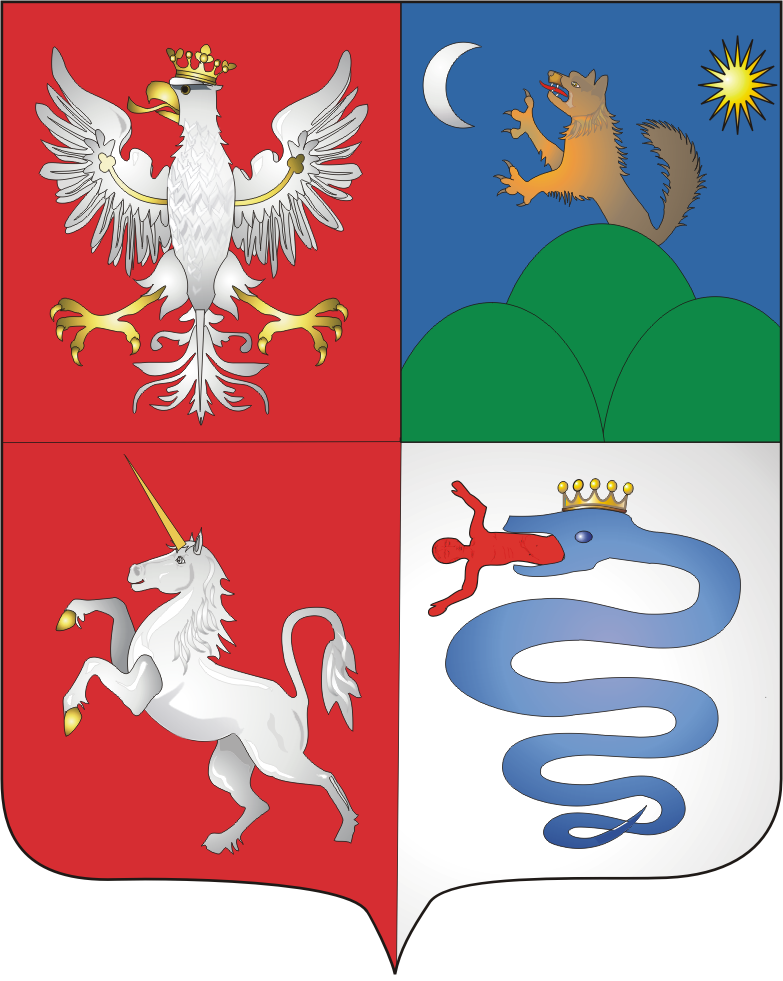
Erb Jana II. Zikmunda

Isabela a Jan Zikmund opustili Sedmihradsko 6. srpna 1551, doprovázeni Péterem Petrovicsem. Usadili se v Kassu (dnešní Košice na Slovensku) a v březnu 1552 se přestěhovali do Opole. Po zjištění, že slezská knížectví jsou chudá, se před koncem dubna vydali do Polska. Během následujících let žili v Krakově, Varšavě, Sanoku a dalších polských městech. Jan Zikmund často jezdil na lov bizonů a pravidelně navštěvoval svého strýce, Zikmunda II. Augusta, krále polského. Jeho zdraví však bylo křehké, protože trpěl epilepsií a chronickými střevními problémy.
Jejich současník, historik Ferenc Forgách, který byl Isabeliným neúprosným nepřítelem, ji obvinil z toho, že svého syna vychovávala „hanebně“, dovolila mu být ve špatné společnosti a pít. Janovi Zikmundovi byli učiteli vlastně humanisté: Maďar Mihály Csáky a Polák Wojciech Nowopołski. Nowopołski probudil v Janu Zikmundovi zájem o teologické debaty.
Ferdinandova vláda zůstávala východních územích Uherského království křehká, protože neposílal dostatek žoldnéřů na jejich obranu. Castaldo podezříval Martinuzziho, že se spikl s Osmany, takže ho dal koncem roku 1551 zavraždit. Osmanská vojska obsadila nížiny Banátu v létě 1552.
V březnu 1553 Sulejman vyzval Isabelu, aby se vrátila do Uher. Péter Petrovics povstal proti Ferdinandovi a shromáždění Sikulů prohlásilo svou loajalitu k Janu Zikmundovi. Obě povstání však byla potlačena před koncem září. V dubnu 1554 se Sulejman rozhodl, že Uhersko by mělo být navráceno Janu Zikmundovi, a umožnil Péterovi Petrovicsovi převzít kontrolu nad dvěma pevnostmi v Banátu. Jindřich II. Francouzský, který byl zapojen do války proti Habsburkům, rovněž vyzval Isabelu, aby se vrátila do Uher, a slíbil jednu ze svých dcer za manželku Janu Zikmundovi.
Sulejman poslal v roce 1555 zprávy sedmihradským pánům, žádajíc, aby bez odporu poslouchali Jana Zikmunda. Před koncem roku zástupci Tří národů požádali Ferdinanda, aby poslal posily nebo je osvobodil od přísahy věrnosti. Petrovics vtrhl do Sedmihradska začátkem roku 1556. Sněm složil přísahu věrnosti Janu Zikmundovi 12. března 1556 a označil ho za „syna krále Jana“. Zástupci sněmu odjeli 1. června do Polska, aby přesvědčili Isabelu a jejího syna k návratu. O dva týdny později Ferdinand informoval Sulejmana, že je připraven stáhnout své vojáky z bývalého království Jana Zikmunda.

### Návrat

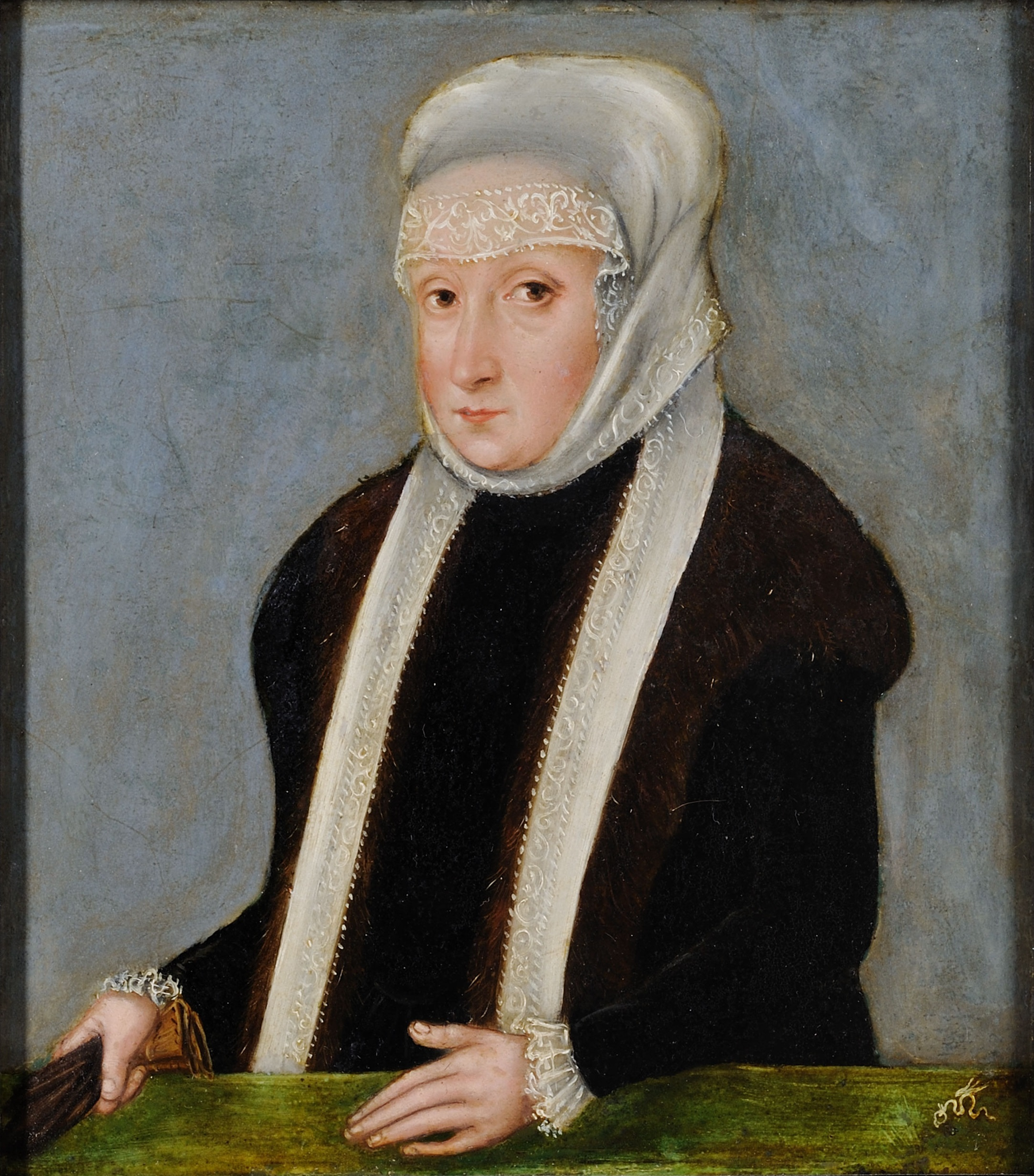
Matka Jana Zikmunda, Isabela Jagellonská (portrét od Lucase Cranacha mladšího)

Zástupci Tří národů přivítali Isabelu a Jana Zikmunda s velkou pompou a ceremonií v Kolozsváru (dnešní Kluž v Rumunsku) 22. října 1556. Sněm potvrdil její právo spravovat státní záležitosti jménem svého syna, který byl stále nezletilý. V následujících měsících několik žup mimo Sedmihradsko (včetně Abov, Bihar a Gömör) také uznalo vládu Jana Zikmunda.
Isabela přijala tolerantní náboženskou politiku, což umožnilo šíření kalvinismu, zejména v Partiu a Kolozsváru. V roce 1559 zahájila nová jednání s Ferdinandem, ve kterých navrhla vzdát se titulu krále svého syna, pokud by Ferdinand souhlasil s tím, že si jednu z jeho dcer vezme za ženu Jan Zikmund, a potvrdil by Janu Zikmundovi vládu nad územími východně od řeky Tisy. Nicméně královna vdova zemřela ve věku 40 let 18. září 1559.

### Války a debaty
Jan Zikmund na sultánův rozkaz vtrhl do Horních Uher dne 28. července 1566. Když však Sulejman během obléhání Szigetváru dne 6. září zemřel, Sokollu Mehmed Paša nařídil Janu Zikmundovi, aby se vrátil do Sedmihradska. V dopise napsaném přibližně v této době Cosimovi I., vévodovi florentskému, najatý žoldnéř Giovanandrea Gromo popsal Jana Zikmunda jako „mimořádně laskavého, vlídného, důvtipného v myšlení, moudrého, rozvážného, pracovitého [a] statečného“. Gromo zmínil, že Jan Zikmund plynně hovořil latinsky, italsky, německy, polsky, maďarsky a rumunsky, a dokázal se domluvit také řecky a turecky.
„[Jan Zikmund] je střední výšky a štíhlý, s blond, hedvábnými vlasy a mimořádně jemnou, bílou pletí... Jeho modré oči hledí mírně a laskavě... Jeho paže a ruce jsou dlouhé a jemně tvarované, ale silné... Velmi rád se věnuje lovu všeho druhu, jak velké zvěře, tak zajíců a ptactva... Rád cvičí koně... V boji s kopím je velmi silný... V lukostřelbě se mu málokdo vyrovná... Běhá a skáče lépe než průměrný muž, miluje zápas, i když mnozí jsou v něm lepší než on... Velmi miluje hudbu... Hraje na loutnu lépe než téměř všichni ostatní... Má spíše veselou než melancholickou povahu... Nesnáší utrpení a jen s velkými obtížemi se přiměje k udělování trestů... K jeho uznávaným ctnostem patří střídmý způsob života...“

— Dopis Giovanandrey Groma Cosimovi I. Medicejskému, vévodovi florentskému (1566 nebo 1567)

## Odstoupení
V roce 1570 odstoupil ve prospěch Habsburků, kdy na trůn usedl Maxmilián II. Habsburský. Téhož roku se stal prvním sedmihradským knížetem. Je pohřben v Katedrále svatého Michaela v Alba Iulii.
Jeho přáním bylo, aby následníkem v Sedmihradsku se stal Gáspár Bekes, ale šlechtici jeho přání nevyslyšeli a panovníkem Sedmihradska byl zvolen Štěpán Báthory. Toto vedlo ke krátké občanské válce, která skončila vítězstvím Báthoryho.

## Vývod z předků
|                      |                         |  |                       |                         |  |  |  |  |  |  |  |  |
|                      |                         |  |                       |                         |  |  |  |  |  |  |  |  |
|                      | Władysław Zápolský      |  |                       |                         |  |  |  |  |  |  |  |  |
|                      |                         |  |                       |                         |  |  |  |  |  |  |  |  |
|                      |                         |  |                       |                         |  |  |  |  |  |  |  |  |
|                      |                         |  |                       |                         |  |  |  |  |  |  |  |  |
|                      | Štěpán Zápolský         |  |                       |                         |  |  |  |  |  |  |  |  |
|                      |                         |  |                       |                         |  |  |  |  |  |  |  |  |
|                      |                         |  |                       |                         |  |  |  |  |  |  |  |  |
|                      |                         |  |                       |                         |  |  |  |  |  |  |  |  |
|                      |                         |  |                       |                         |  |  |  |  |  |  |  |  |
|                      |                         |  |                       |                         |  |  |  |  |  |  |  |  |
|                      |                         |  |                       |                         |  |  |  |  |  |  |  |  |
|                      |                         |  |                       |                         |  |  |  |  |  |  |  |  |
|                      | Jan Zápolský            |  |                       |                         |  |  |  |  |  |  |  |  |
|                      |                         |  |                       |                         |  |  |  |  |  |  |  |  |
|                      |                         |  |                       | Boleslav I. Těšínský    |  |  |  |  |  |  |  |  |
|                      |                         |  |                       |                         |  |  |  |  |  |  |  |  |
|                      | Přemysl II. Těšínský    |  |                       |                         |  |  |  |  |  |  |  |  |
|                      |                         |  |                       |                         |  |  |  |  |  |  |  |  |
|                      |                         |  |                       | Eufémie Mazovská        |  |  |  |  |  |  |  |  |
|                      |                         |  |                       |                         |  |  |  |  |  |  |  |  |
|                      | Hedvika Těšínská        |  |                       |                         |  |  |  |  |  |  |  |  |
|                      |                         |  |                       |                         |  |  |  |  |  |  |  |  |
|                      |                         |  |                       | Boleslav IV. Varšavský  |  |  |  |  |  |  |  |  |
|                      |                         |  |                       |                         |  |  |  |  |  |  |  |  |
|                      | Anna of Warsaw          |  |                       |                         |  |  |  |  |  |  |  |  |
|                      |                         |  |                       |                         |  |  |  |  |  |  |  |  |
|                      |                         |  |                       | Barbara Olelkówna       |  |  |  |  |  |  |  |  |
|                      |                         |  |                       |                         |  |  |  |  |  |  |  |  |
| Jan Zikmund Zápolský |                         |  |                       |                         |  |  |  |  |  |  |  |  |
|                      |                         |  |                       |                         |  |  |  |  |  |  |  |  |
|                      |                         |  | Vladislav II. Jagello |                         |  |  |  |  |  |  |  |  |
|                      |                         |  |                       |                         |  |  |  |  |  |  |  |  |
|                      | Kazimír IV. Jagellonský |  |                       |                         |  |  |  |  |  |  |  |  |
|                      |                         |  |                       |                         |  |  |  |  |  |  |  |  |
|                      |                         |  |                       | Žofie Litevská          |  |  |  |  |  |  |  |  |
|                      |                         |  |                       |                         |  |  |  |  |  |  |  |  |
|                      | Zikmund I. Starý        |  |                       |                         |  |  |  |  |  |  |  |  |
|                      |                         |  |                       |                         |  |  |  |  |  |  |  |  |
|                      |                         |  |                       | Albrecht II. Habsburský |  |  |  |  |  |  |  |  |
|                      |                         |  |                       |                         |  |  |  |  |  |  |  |  |
|                      | Alžběta Habsburská      |  |                       |                         |  |  |  |  |  |  |  |  |
|                      |                         |  |                       |                         |  |  |  |  |  |  |  |  |
|                      |                         |  |                       | Alžběta Lucemburská     |  |  |  |  |  |  |  |  |
|                      |                         |  |                       |                         |  |  |  |  |  |  |  |  |
|                      | Isabela Jagellonská     |  |                       |                         |  |  |  |  |  |  |  |  |
|                      |                         |  |                       |                         |  |  |  |  |  |  |  |  |
|                      |                         |  |                       | Galeazzo Maria Sforza   |  |  |  |  |  |  |  |  |
|                      |                         |  |                       |                         |  |  |  |  |  |  |  |  |
|                      | Gian Galeazzo Sforza    |  |                       |                         |  |  |  |  |  |  |  |  |
|                      |                         |  |                       |                         |  |  |  |  |  |  |  |  |
|                      |                         |  |                       | Bona Savojská           |  |  |  |  |  |  |  |  |
|                      |                         |  |                       |                         |  |  |  |  |  |  |  |  |
|                      | Bona Sforza             |  |                       |                         |  |  |  |  |  |  |  |  |
|                      |                         |  |                       |                         |  |  |  |  |  |  |  |  |
|                      |                         |  |                       | Alfons II. Neapolský    |  |  |  |  |  |  |  |  |
|                      |                         |  |                       |                         |  |  |  |  |  |  |  |  |
|                      | Isabela Aragonská       |  |                       |                         |  |  |  |  |  |  |  |  |
|                      |                         |  |                       |                         |  |  |  |  |  |  |  |  |
|                      |                         |  |                       | Ippolita Maria Sforzová |  |  |  |  |  |  |  |  |
|                      |                         |  |                       |                         |  |  |  |  |  |  |  |  |